# Musée Van Abbe

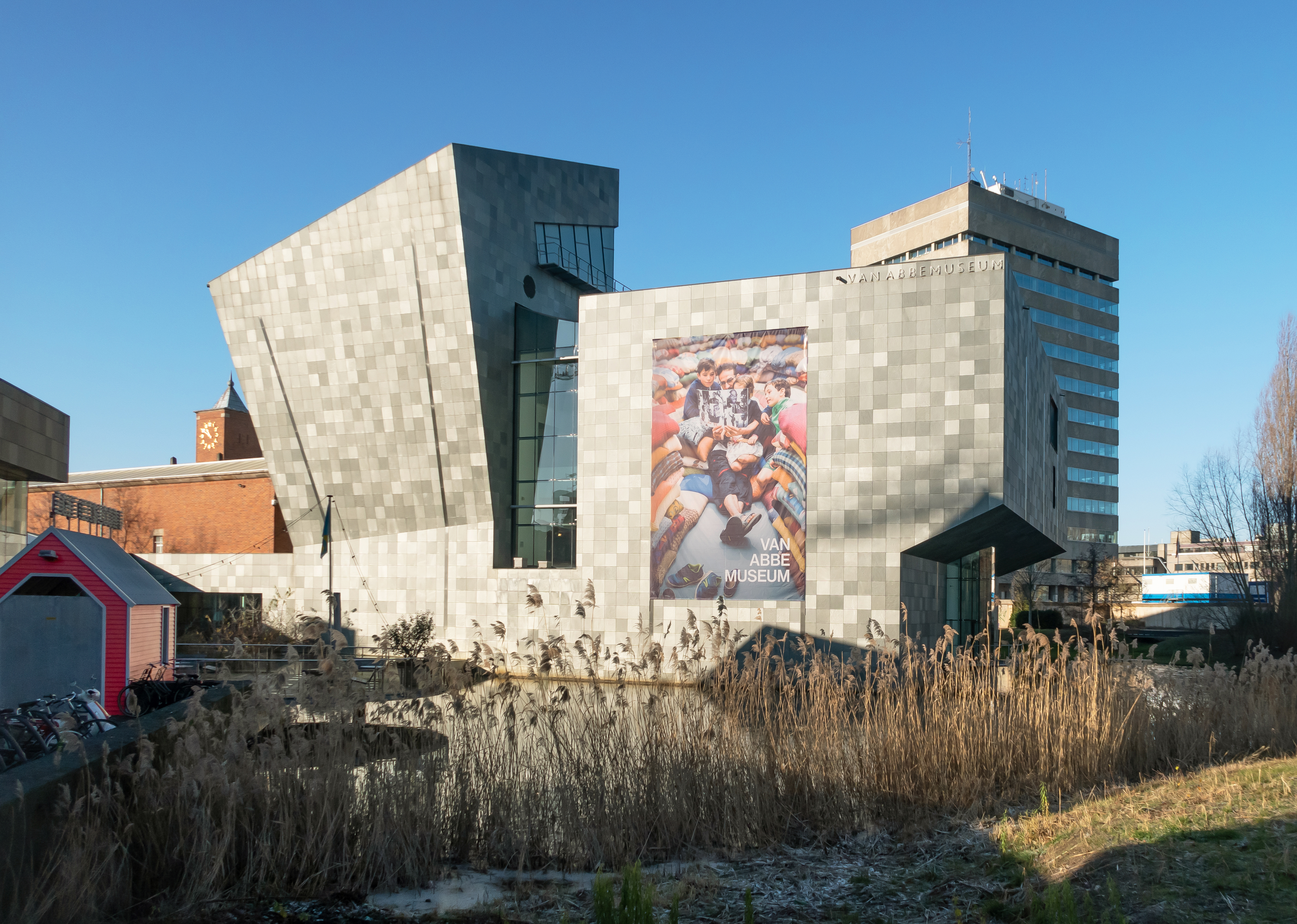
Musée: het Van Abbemuseum

Le Musée Van Abbe ((nl) Van Abbemuseum) est un musée d'art moderne et contemporain à Eindhoven, aux Pays-Bas. Fondé  en 1936, le musée a été entièrement réorganisé en 2010. La direction curatoriale est assurée depuis 2004 par Charles Esche (en).
En 2011, avec Strange and Close, Charles Esche présente les collections du Van Abbe au CAPC musée d'art contemporain de Bordeaux.

## Histoire
Le Van Abbemuseum d'Eindhoven est l'un des premiers musées publics d'art contemporain européen. Il est fondé en 1936 autour de la collection d'Henri Van Abbe, collectionneur privé et fabricant local de cigares.
La collection originale du musée a été achetée par le conseil municipal d'Eindhoven en 1934 dans le cadre d'un accord avec Henri van Abbe. En échange de l'achat d'une partie de sa collection, l'usine Van Abbe a payé et offert le bâtiment du musée, qui a ouvert ses portes en 1936.

### Bâtiment
Le musée est composé de deux bâtiments : La structure originale conçue en 1936 par l'architecte Alexander Kropholler, sur la demande de la ville d'Eindhoven. Il s'agit d'une suite symétrique de galeries dans le style traditionaliste. 

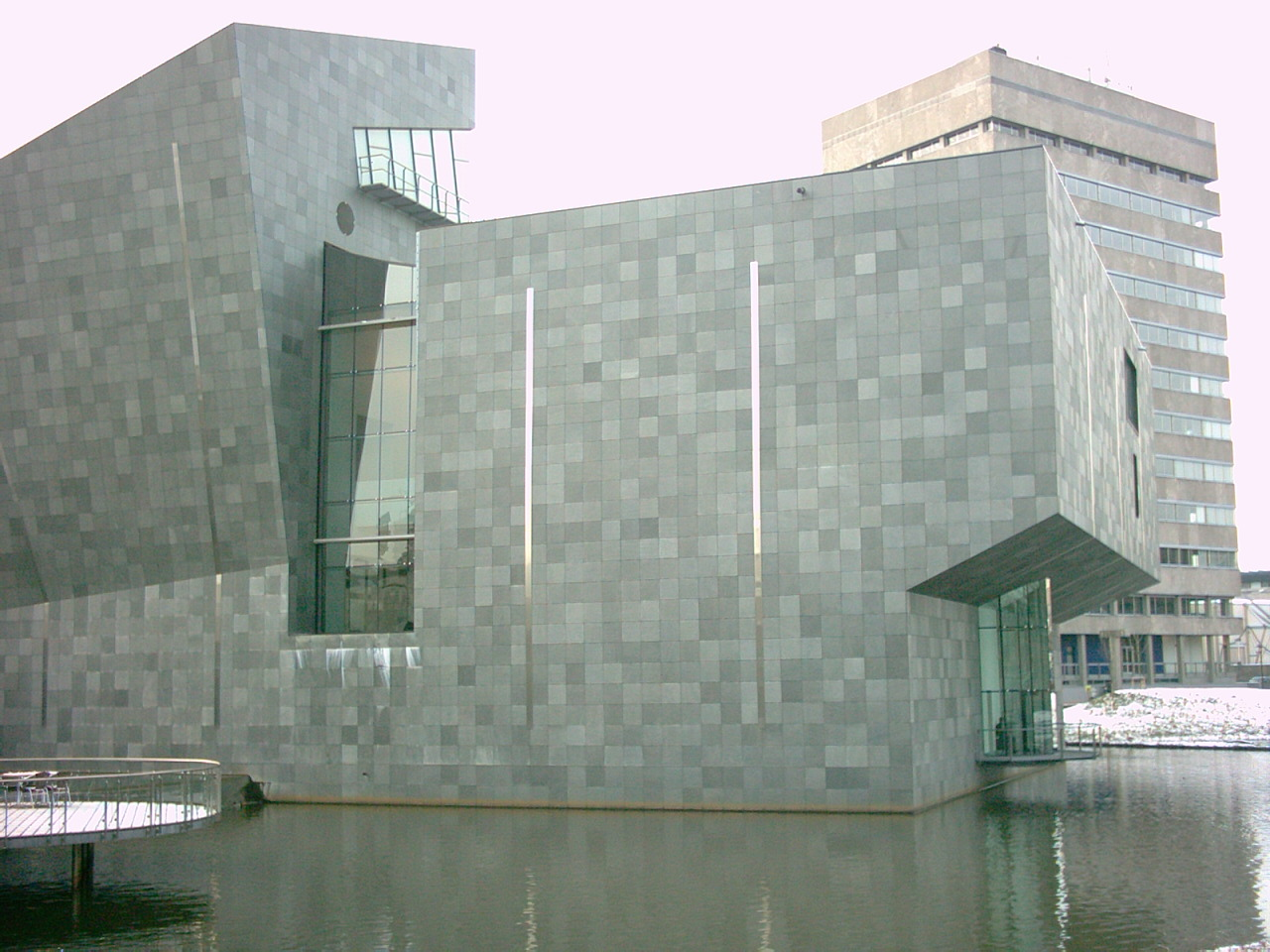
La nouvelle extension du Van Abbe Museum de Abel Cahen. Vue vers le sud-est, avec l'hôtel de ville (à l'arrière-plan à droite).

Une extension a été conçue par Abel Cahen, inaugurée en 2003, comprenant cinq niveau et un auditorium supplémentaires. Le bâtiment de Alexander Kropholler était devenu beaucoup trop petit pour les exigences modernes. 
Cette architecture postmoderne se met au service du projet muséal et de la muséographie. L'architecture interroge la place de l'espace dans la relation des contenus qu'elle accueille.

## Collections[3]
La collection est composée d'œuvres d'artistes de 1900 à nos jours. En 2010, la collection du musée comptait plus de 2 700 œuvres d'art, dont environ 1 000 œuvres sur papier, 700 peintures et 1 000 sculptures, installations et œuvres vidéo.
- Marc Chagall : Hommage à Apollinaire, 1913
- Piet Mondrian : Composition XIV, 1913
- Joseph Beuys
- Pablo Picasso : Buste de femme, 1943[4]
- Oskar Kokoschka
- René Daniëls
- Marlene Dumas
- Sheela Gowda
- Patricia Kaersenhout
- Gülsün Karamustafa
- Iris Kensmil
- John Körmeling
- Le musée possède l'une des plus importantes collections d'œuvres de l'artiste russe El Lissitzky.
- Wassily Kandinsky
- Paul McCarthy
- Martha Rosler
- Lidwien van de Ven